# 金湜
金湜（？—？），字本清，號太瘦，晚號朽木居士。浙江鄞縣人。明朝政治人物、画家、书法家。正統辛酉舉人，明憲宗時奉旨出使朝鮮。

## 生平
居宁波府鄞县，今属海曙区。明正統六年（1441年）辛酉科舉人，入太学，因擅长古体书法，受到赏识，授中書舍人，不久升任太仆寺丞。
明宪宗即位后，即赐一品服，命出使朝鲜。当时朝鲜崇尚明朝文化，明使臣到来都要求诗赋，金湜即席吟诵数十篇相赠，获得朝鲜珍重，收录编为《皇华集》。朝鲜又以国中美女相伺，金湜又以诗赋婉拒，对于朝鲜的馈赠也不收受。
金湜回朝即上书请求归田，朝廷屡征不起。家居三十年，自号朽木居士，专心书法绘画，以画竹、石盛名，书法有晉人風致。在篆刻上也自成一家。与张应麒（明張楷子）等名士结诗社题咏为乐。其宅在月湖边，与境清寺相距不远，而当时日本派使节访问明朝都在境清寺驻扎，常有日本使者登门求墨。

## 家族
同族远亲金忠，明朝兵部尚书少师。